# Дубина (Роменський район)
Дуби́на —  село в Україні, в Сумській області, Роменському районі. Населення становить 86 осіб. Входить до складу Андріяшівської сільської громади. До 2020 орган місцевого самоврядування - Хоминцівська сільська рада.

## Географія
Село Дубина розташоване на правому березі річки Локня, вище за течією на відстані 2.5 км розташоване село Локня, нижче за течією на відстані 2.5 км розташоване село Хоминці. На відстані 1 км село Новоселівка Чернігівської області.

## Історія
Село постраждало внаслідок геноциду українського народу, проведеного урядом СРСР 1923-1933 та 1946-1947 роках